# Peperomia parvifolia
Peperomia parvifolia är en pepparväxtart som beskrevs av C. Dc.. Peperomia parvifolia ingår i släktet peperomior, och familjen pepparväxter. Inga underarter finns listade i Catalogue of Life.